# Пиштек, Франтишек
Франтишек де Паула Пиштек (чеш. František de Paula Pištěk, 6 апреля 1786, Прага — 1 февраля 1846, Львов) — римско-католический религиозный деятель чешского происхождения, львовский архиепископ. Почётный гражданин Львова (1845).
Родился в семье среднезажиточного земледельца. Учился в Праге (гимназия, университет). Рукоположен в капелланы 21 августа 1808 года. В дальнейшем был епископом Тарнува, а 24 июля 1835 года возглавил львовскую кафедру.
Похоронен в крипте костёла Матери Божьей кармелиток босых (теперь Церковь Сретения Господня) во Львове.